# Altobunus inermis
Altobunus inermis is een hooiwagen uit de familie Sclerosomatidae. De wetenschappelijke naam van Altobunus inermis gaat terug op Simon.